# Sophie Bryant
Sophie Bryant (Sandymount, 15 de febrero de 1850 - Chamonix, 14 de agosto de 1922) fue una pedagoga, matemática, feminista y activista británica.

## Vida y obra
Su padre era reverendo, graduado y profesor en el Trinity College (Dublín). Fue educada en casa por su padre y por institutrices, hasta que, cuando tenía 13 años, la familia se trasladó a Londres al ser nombrado su padre profesor de geometría de la universidad. En 1865 comenzó sus estudios en el Bedford College de Londres
Sophie (nacida Willock) se casó en 1869 con el médico William Hicks Bryant, adoptando su apellido. Su marido murió un año después y ella no se volvió a casar, a pesar de mantener una relación con el economista Francis Ysidro Edgeworth hasta 1891.
El 1875, Frances Buss, directora de la North London Collegiate School for Ladies, la contrató como profesora a tiempo parcial de matemáticas y de alemán. El resto de su carrera académica se desarrolló en esta institución, de la cual fue directora tras la muerte de Frances Buss en 1895. Se jubiló en 1918.
Sophie Bryant fue una de las primeras mujeres en obtener un grado de la universidad de Londres cuando esta institución se abrió a las mujeres el 1881. En 1882 fue elegida miembro de la London Mathematical Society (tercera mujer en ser elegida) y fue la primera mujer en publicar un artículo en los Proceedings de la Sociedad. También fue una incansable trabajadora por la mejora de la educación secundaria para las chicas y formó parte de numerosos comités educativos.
Bryant escribió sobre diversos temas, desde Historia de Irlanda hasta Matemáticas, pasando por Filosofía, Religión y, naturalmente, Educación y Pedagogía. También fue sufragista y defensora de los derechos de las mujeres.
Amante del montañismo, murió durante un paseo por las montañas próximas a Chamonix, siendo descubierto su cuerpo quince días después de su muerte.